# 토마스와 친구들: 올스타☆퍼레이드
《토마스와 친구들: 올스타☆퍼레이드》(일본어: きかんしゃトーマス オールスター☆パレード)는 2022년 일본의 애니메이션 영화이다.

## 개요
'토마스와 친구들'의 3DCG 제작 장편으로는 14번째 작품에 해당한다.
3DCG 시리즈의 영상작품에 있어서의 전개가 2021년에 일단 종료된 것에 수반해, 지금까지의 장편 작품의 재편집 및 YouTube 한정으로 공개되고 있던 단편 「The Sodor Springtime Parade」의 환전판이 상영된다.
또한 본국에서는 2021년부터 새롭게 2D 시리즈 「All Engines Go!」가 전개되고 있어 그 장편 작품 「Race for the Sodor Cup」도 같은 해 공개되었다. 일본에서의 공개는 미정이지만, 마텔은 방영권에 대해 이미 NHK와 계약이 끝났다.